# تاريخ العلاقات اليابانية الكورية

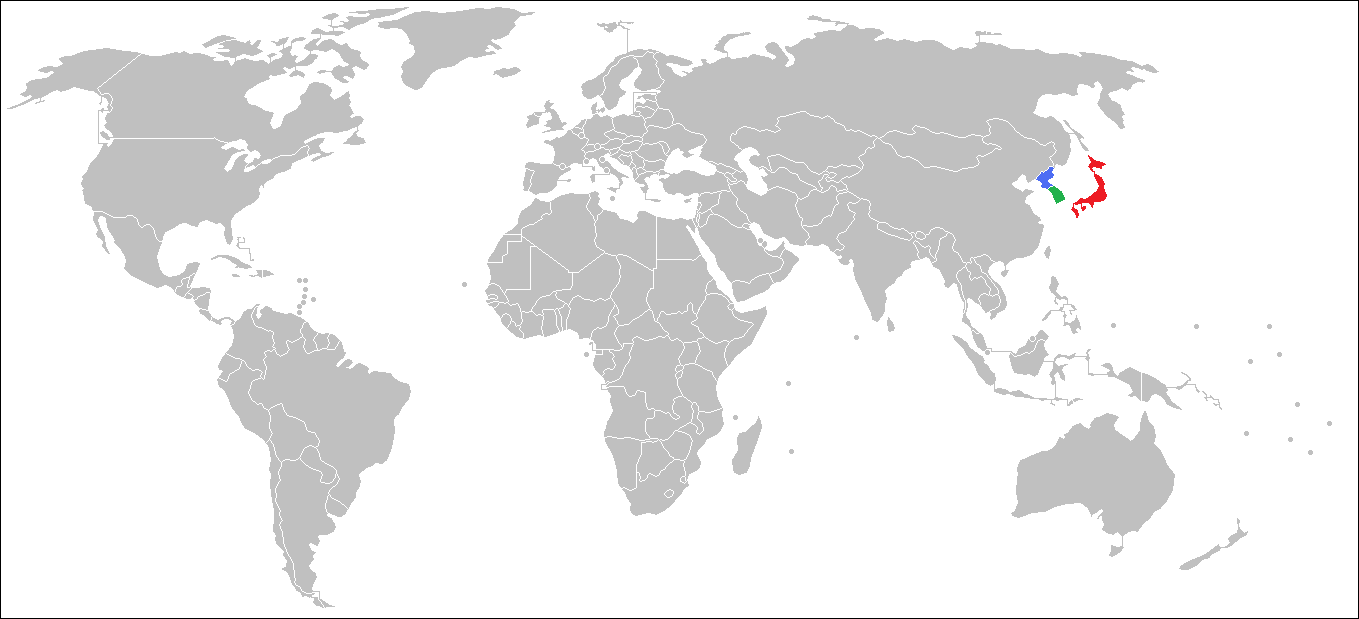

تميزت العلاقة بين اليابان وكوريا لأكثر من 15 قرنًا بالتبادلات الثقافية، والتجارة الاقتصادية، والاتصالات السياسية، والمواجهات العسكرية، وكل هذا شكل الأساس لعلاقاتها حتى اليوم. خلال العصر القديم، كان تبادل الثقافات والأفكار بين اليابان والبر الرئيسي لآسيا شائعًا من خلال الهجرة عبر شبه الجزيرة الكورية و/أو الاتصال الدبلوماسي والتجارة بين البلدين.
ضمت العلاقات منذ عام 1945 ثلاث دول: كوريا الشمالية وكوريا الجنوبية واليابان. عزلت اليابان كوريا عن هيمنة سلالة تشينغ الصينية، وبالنسبة لليابان، ذات الأولوية العالية في أواخر القرن التاسع عشر، خاضت حروبًا مع هذين البلدين بشأن هذه القضية. سيطرت اليابان على كوريا من خلال معاهدة الضم اليابانية الكورية لعام 1910. عندما هُزمت اليابان في الحرب العالمية الثانية، سيطرت القوات السوفيتية على الشمال، والقوات الأمريكية على الجنوب، مع الاتفاق على خط العرض 38 ليكون خطًا فاصلًا. أصبحت كوريا الجنوبية مستقلة اعتبارًا من 15 أغسطس 1945، وكوريا الشمالية اعتبارًا من 9 سبتمبر 1945. غزت كوريا الشمالية كوريا الجنوبية في يونيو عام 1950 وكادت أن تنتصر، ولكنهم أبعِدوا من قبل قيادة الأمم المتحدة، التي تقود القوات الكورية الجنوبية، والأمريكية، والأوروبية، والدولية. جرى الاستيلاء على كوريا الشمالية تقريبًا، مع اعتزام الأمم المتحدة دحر الشيوعية هناك. ولكن الصين دخلت الحرب، وتصدت لقوات الأمم المتحدة لإخراجها من كوريا الشمالية، فنتج عن ذلك جمود عسكري على طول الخطوط كما في خط العرض 38. اتفِقَ على هدنة في عام 1953 -ما تزال سارية- وبقي خط وقف إطلاق النار في ذلك العام هو الحد الفاصل بين الشمال والجنوب.
نشأت العلاقات الدبلوماسية بين اليابان وكوريا الجنوبية في عام 1965. توترت العلاقات اليابانية الكورية الجنوبية في أوائل العقد الأول من القرن الحادي والعشرين، عندما زار رئيس الوزراء الياباني جونيتشيرو كويزومي ضريح ياسوكوني كل عام خلال فترة ولايته. علاوة على ذلك، ما تزال هناك صراعات حول مطالبات صخور ليانكورت (المعروفة في كوريا باسم «دوكدو») وهي مجموعة من الجزر الصغيرة بالقرب من الجزيرة الكورية «يولنغدو».
على المستوى الثنائي ومن خلال المحادثات السداسية، واصلت كوريا الشمالية واليابان مناقشة قضية المواطنين اليابانيين الذين اختطفتهم الحكومة الكورية الشمالية خلال السبعينيات والثمانينيات من القرن العشرين، على الرغم من غياب العلاقات الدبلوماسية بين البلدين، فاليابان لا تعترف بكوريا الشمالية دولةً ذات سيادة.
أدت الخلافات المتناقضة بين التاريخ وكتب التاريخ المدرسية إلى توتر العلاقات بين اليابان والكوريتين في العقود الأخيرة. تفاقم الجدل من الفخر والعداء القوميين، إذ أصبح المعلمون والأساتذة جنودًا في حرب فكرية حول أحداث عمرها أكثر من نصف قرن أو حتى ألفي عام. فشلت الجهود المبذولة للتوصل إلى اتفاقيات تسوية. وفي الوقت نفسه، ازدهر علم التأريخ في الدول الغربية بشكل أقل إثارة للجدل، وأقل تسييسًا، وأكثر توجهًا نحو الدراسة. أفادت استطلاعات الرأي في عام 2013 بأن 94% من الكوريين يعتقدون أن اليابان «لا تشعر بالندم على آثامها السابقة»، في حين قال 63% من الدولة اليابانية إن المطالب الكورية بالاعتذار الياباني «غير مفهومة».

## العصور القديمة
تعود العلاقات بين كوريا واليابان إلى ألفي سنة على الأقل. بعد القرن الثالث قبل الميلاد، بدأ الناس من الممالك الثلاث (غوغوريو، وبايكتشي، وشلا) وغايا في شبه الجزيرة الكورية، بالتحرك جنوبًا إلى منطقة كيوشو في اليابان. نُقِلت المعرفة بالبر الرئيسي الآسيوي عبر كوريا إلى اليابان. وفقًا لوصف كتاب وي، جرت تبادلات دبلوماسية بين مملكة ياماتاي كوكو في اليابان وأربعة قادة من هان نحو القرن الثالث. هناك مؤشرات على النفوذ السياسي عبر الحدود، ولكن مع اختلاف الروايات حول الاتجاه الذي تدفق فيه النفوذ السياسي. أدخِلت البوذية إلى اليابان من هذه الملكية الكورية. وبحلول فترة الممالك الثلاث في كوريا، أرسل بايكشتي وشلا أميريهما إلى محكمة ياماتو مقابل دعم عسكري لمواصلة حملاتهما العسكرية التي بدأت بالفعل نحو عام 400.
شكّل يويا، آخر ملوك بايكشتي (حكم منذ عام 641 وحتى عام 660) تحالفًا مع اليابان، وأبقى على الأمير بويو بونغ والملك زينكو باعتبارهما ضيفان هناك. سقطت بايكتشي في عام 600 عندما تعرضت لهجوم من شلا، التي تحالفت مع سلالة تانغ الحاكمة للصين. طلب جنرالات بايكتشي السابقون -ومن بينهم غويسل بوكسين- من اليابان إعادة الأمير بويو بونغ وطلبوا مساعدة عسكرية. هُزمت اليابان، المؤيدة لبايكتشي، في عام 663 على يد قوات شلا وتانغ الصينية المتحالفة في شبه الجزيرة الكورية (معركة بايكغانغ)، وانتهت استعادة بايكتشي بالفشل. استقبلت اليابان العديد من اللاجئين الكوريين من بايكتشي بعد سقوطها، كان هؤلاء اللاجئون في الأساس من الحرفيين، والمهندسين المعماريين، والباحثين الذين لعبوا دورًا رئيسيًا في التنمية الاجتماعية في اليابان خلال تلك الفترة. وفي الوقت نفسه تصاعد العداء بين اليابان وشلا. كرمت الإمبراطورة جيتو الملك زينكو بمنحه اللقب الموروث كودارا نو كونيكيشي، وسمحت له بنقل نسبه الملكي إلى الأجيال القادمة. وفقًا لكتاب شوكو نيهونغي، جاءت تاكانو نو نيغاسا من خلفية رجال عشائر ياماتو نو فوهيتو المتجنسين، وهي من سلالة الجيل العاشر للملك موريون من بايكتشي. اختيرت زوجة للإمبراطور كونين وأصبحت فيما بعد والدة الإمبراطور كانمو.
كانت اليابان على اتصال رسمي بالصينيين منذ القرنين السابع والثامن. أدخِلت الثقافة الصينية إلى اليابان عبر شبه الجزيرة الكورية، لكن الأهمية الكورية تراجعت عندما أدخِلت الثقافة الصينية مباشرةً عبر البعثات اليابانية إلى الصين تحت حكم تانغ. قطع الإمبراطور كانمو العلاقات الدبلوماسية مع شلا عام 799. نهب القراصنة اليابانيون المنطقة الجنوبية من شبه الجزيرة الكورية منذ أوائل القرن التاسع إلى القرن الحادي عشر، وتدهورت العلاقات الكورية اليابانية.
خلال فترة كاماكورا الوسطى، عانت اليابان من غزوات الإمبراطورية المغولية (سلالة يوان)، التي كانت آنذاك مهيمنة على القارة، والمملكة الشريكة لها، مملكة غوريو. يذكر تاريخ اليوان أن الغزوات المغولية لليابان بدأت مع الملك تشانغييل من مملكة غوريو «دأب على التوصية بحملة إلى الشرق لإمبراطور يوان من أجل إجبار اليابان على أن تصبح دولة تابعة له». من أجل غزو اليابان، أمر المغول الملك الكوري بتصنيع 1000 سفينة حربية. دمرت العواصف الأسطولين المغولي الكوري، ما أدى إلى أسطورة كاميكازي، الرياح الإلهية التي تحمي اليابان. في وقت الغزو المغولي لليابان، خاف الشعب الياباني من هجمات جيش المغول وغوريو وكانوا يقولون: (ستأتي شياطين المغول وغوريو)، وجاءت العبارة لاحقًا لتمثل شيئًا مخيفًا، وهكذا انتشر تقليد قول عبارة «ستأتي شياطين المغول وغوريو» ليطيعهم الأطفال ويخافونهم إلى جميع أنحاء البلاد.

## الفترة الحديثة المبكرة (منذ القرن السادس عشر حتى الثامن عشر)
خلال فترتي موروماتشي وسينغوكو في اليابان، هاجم قراصنة يبحرون من كيوشو السفن على طول سواحل كوريا والصين، وخُشي من أن يكونوا قراصنة يابانيين (يطلق عليهم «ووكو» باليابانية).
أمر تويوتومي هيده يوشي، الذي وحد اليابان، الداي ميو (الزعماء الإقطاعيين) في جميع أنحاء البلاد بغزو سلالة مينغ الصينية عن طريق كوريا في عام 1592 و1598، بعد رفض الأخيرة السماح للقوات اليابانية بالمرور، في حين حذر الملك سونجو نظيره الصيني من التهديد الياباني. أكملت اليابان احتلال شبه الجزيرة الكورية في ثلاثة أشهر. انتقل الملك الكوري سونجو أولًا إلى بيونغيانغ، ثم إلى إيجو. تدخل الإمبراطور الصيني مينغ في عام 1593، وأرسل جيشه واستعاد شبه الجزيرة الكورية. لكن تمكن الجيش الياباني من التجمع في سيول ونجح في هجومٍ مضادٍ للصين. على الرغم من أن القوات البرية الكورية خلال الحرب خسرت معظم معاركها البرية (باستثناء قلة قليلة من الاستثناءات البارزة)، فقد فازت البحرية الكورية بجميع المعارك البحرية تقريبًا مع هزائم حاسمة للأسطول الياباني بقيادة الأميرال أي سن شن، تمكنت البحرية من قطع خطوط الإمداد اليابانية، وساعدت في تعطيل القوات الغازية في شبه الجزيرة الكورية. وسط ركود المعركة بين جيش مينغ والجيش الياباني، توفي هيده يوشي في سبتمبر 1598. أمر مجلس الزعماء الخمسة القوات اليابانية المتبقية في كوريا بالتراجع.

## القرن التاسع عشر

### 1873 رفض اقتراح الاستيلاء على كوريا: السيكانرون
منذ أواخر القرن الثامن عشر وحتى أواخر القرن التاسع عشر، سعت الحكومات الغربية إلى التدخّل والتأثير على الثروات السياسية والاقتصادية للدول الآسيوية من خلال استخدام مناهج جديدة وصفتها مصطلحات مثل «المحمية» و«منطقة النفوذ» و«الامتياز» مما قلّل من الحاجة إلى الصراع العسكري المباشر بين القوى الأوروبية المتنافسة. سعت حكومة ميجي في اليابان المحدثة منذ عهدٍ قريب إلى الانضمام إلى جهود الاستعمار هذه وبدأت بالسيكانرون («الدعوة إلى حملة تأبية لكوريا») في عام 1873. ويزعم أن سايغو تاكاموري وأنصاره، الذين أصرّوا على أن اليابان تواجه رفض كوريا الاعتراف بشرعية الإمبراطور ميجي، وبما أنها تنطوي تحت سلطة الإمبراطور، عملوا على تغذية هذه الجهود والتدخل العسكري «لم يكن من الممكن تأجيله».
كان النقاش يتعلق بكوريا، ثم بمنطقة نفوذ سلالة تشينغ في الصين التي سعى قادة الساموراي للاستيلاء عليها وجعلها دولةً دمية. كما وجد المؤيّدون هذه القضية بمثابة فرصةٍ للعثور على عملٍ حقيقي لآلاف الساموراي العاطلين عن العمل، الذين فقدوا دورهم في الحكومة المحلية التقليدية في نظام ميجي السياسي الجديد. علاوةً على ذلك، فإن السيطرة على كوريا ستوفر موطئ قدم في القارة الآسيوية للتوسّع الياباني ومصدرًا غنيًا للمواد الخام للصناعة اليابانية. هاجم أوكوبو توشيميتشي في «وثيقة النقاط السبع»، بتاريخ أكتوبر 1873. استكشفت بعثة الإيواكورا مؤخرًا القوة العسكرية للأوروبيين، وخلُصت إلى أن اليابان كانت أضعف من أن تنخرط في حربٍ كبرى مع بريطانيا أو فرنسا أو ألمانيا أو روسيا. إن غزو كوريا سيعرّض اليابان لحربٍ مدمّرة ويجب أن يكون التحرك ضد كوريا سابقًا لأوانه. علاوةً على ذلك، كان النظام المالي الياباني أكثر تخلّفًا من أن يدعم حربًا كبرى، وكانت صناعة الذخائر غير مهيّئة للتصدّي للتقنية الأوروبية. لاقت وجهات نظر أوكوبو الدعم لدى الفصيل المناهض للحرب، والذي يتألّف في الغالب من الرجال الذين كانوا في بعثة إيواكورا. أقنع إيواكورا تومومي، الدبلوماسي الذي قاد البعثة، الإمبراطور بإعادة النظر، وبالتالي وضع حدًّا للجدل حول «الأزمة الكورية».
بسبب التدهور السريع الذي أضعف سلالة تشينغ الصينية في أربعينيات وخمسينيات القرن التاسع عشر، استطاعت كوريا مقاومة الخضوع التقليدي للصين. كانت اليابان تمضي بإجراء تحديثات وفق وتيرةٍ سريعة في النصف الثاني من القرن التاسع عشر ولكنها كانت قلقة من أن تستخدم الصين أو روسيا كوريا لتهديد اليابان. وبعد توقيع معاهدة اليابان مع جوسون في 1876، قرّرت اليابان توسيع مستوطناتها، وإضافة السوق والاستيلاء على مقاطعة في بوسان. استمرّ الصراع الحاد في المحكمة بين هنغسون دايوونغن، الأب البيولوجي لـغوجونغ (ملك سلالة جوسون)، وزوجة غونجونغ الإمبراطورة ميونسونغ. قبضت قوات سلالة تشينغ على داوونغون في عام 1882، واحتجزته في مدينة تيانجين (حادثة جينغو). تولّت سلالة مين، بما في ذلك الملكة مين، السلطة، لكن العلاقات بين كوريا واليابان لم تتحسّن، غيّرت سلالة مين سياساتها من كونها موالية لليابان إلى الصين الموالية لتشينغ. عندما انتصرت اليابان على الصين في عام 1895 في الحرب الصينية اليابانية الأولى، أُبرِمت معاهدة شيمونوسيكي، وألغت سيادة الصين على كوريا. أثارت روسيا قلق اليابان عندما عزّزت قبضتها وتأثيرها على شبه الجزيرة الكورية من خلال الاستحواذ على أصول الدولة الحيوية مثل حقوق التعدين في تشونغسون وجيونغون التي باعتها الملكة مين، مثل حقوق الأخشاب في الشمال وحقوق التعرفة الجمركية، لذلك أعادت اليابان شراءها واستعادت العديد من هذه الحقوق. إن انتصار اليابان الساحق على الصين في الحرب اليابانية الصينية الأولى أخرج كوريا من نظام الروافد الصيني وأجبرت معاهدة شيمونوسيكي الصين على الاعتراف بكوريا كدولة «مستقلّة». شجّعت اليابان تحديث كوريا، ولكن سلالة مين، بما في ذلك الملكة مين، بدأت تتآمر ضد صعود القوّة اليابانية في كوريا. اغتالت اليابان الملكة مين في عام 1895 بعد سعيها لتعزيز النفوذ الروسي ومعارضتها الإصلاح.
أُعيدت تسمية جوسون إلى الإمبراطورية الكورية (1897-1910) في عام 1897، تأكيدًا على استقلالها، لكنها انجذبت إلى حدٍّ كبير إلى روسيا، حيث حكم الملك من المفوضية الروسية، ثم استخدم الحراس الروس عند عودته إلى قصره.

### المحمية اليابانية
أعلنت اليابان الحرب على روسيا بهدف دحر النفوذ الروسي، في حين أعلنت كوريا الحياد. جرى الاتفاق على فوز اليابان في الحرب الروسية اليابانية، وتوقيع معاهدة أولسا أو معاهدة ضمّ اليابان لكوريا عام 1905، التي أصبحت من خلالها كوريا محميةً يابانية. تنامت سيطرة المسؤولين اليابانيين على الحكومة الوطنية ولكن كان وجودهم قليل على الصعيد المحلي، مما أتاح مساحةً للقوميين الكوريين للنشاط المناهض لليابانيين. فشل الوضع الجديد بسبب مجموعةٍ من العوامل الاقتصادية والتاريخية والعاطفية المتنوعة. قلّلت اليابان من شأن القومية الكورية والعداء الذي واجه به الكوريون برامج التحديث التي كانت تقدّمها اليابان.
أرسل الإمبراطور غوجونغ (غوانغمو)، الذي لم يقبل إبرام هذه المعاهدة، مبعوثين سرّيين إلى مؤتمر لاهاي الثاني للسلام في عام 1907 من أجل إدانة إبرام المعاهدة باعتبارها قهرية وباطلة، ولكن لم يلقَ المبعوثان دعم أي دولة. فرضت اليابان المعاهدة اليابانية الكورية عام 1907 في يوليو 1907 بهدف فرض الهيمنة الكاملة على الشؤون الداخلية في كوريا. كما حلّت جيش الإمبراطورية الكورية. سيطر إيتو هيروبومي سيطرةً كاملة على كوريا بصفته الجنرال المقيم لكوريا. اغتال أن جونغ جيون إيتو هيروبومي في عام 1909. أدّى اغتيال القوميين الكوريين للأمير إيتو إلى إنهاء المحمية وأدّى إلى الضمّ الكامل. ضمّت اليابان رسميًا الإمبراطورية الكورية في 22 أغسطس 1910 من خلال فرض معاهدة الضم اليابانية الكورية. كانت إحدى نتائج المحمية أن تُظهر للعالم أن اليابان كانت أقوى قوّة فردية في الشرق الأقصى. لم تُبد أي من القوى الكبرى معارضةً كبيرة.